# 알랑 마르케스 로레이루
알랑 마르케스 로레이루(포르투갈어: Allan Marques Loureiro, 1991년 1월 8일 ~ )는 간단히 알랑(Allan)이라는 이름으로 알려져 있는 브라질의 축구 선수로 수비형 미드필더에서 플레이하며, 현재는 아랍에미리트의 알와흐다에서 뛰고 있다. 일반적으로 수비형 미드필더는, 알랑은 역동적인 미드필더이며 공을 점유하는 기술이 좋은 선수이다. 그는 또한 훌륭한 드리블로 공을 점유하고, 페이스와 훌륭한 롱패스를 갖고 있다.

## 수상 경력

### 클럽
- 바스쿠 다 가마
  - 브라질 컵: 2011

### 국가 대표팀
- FIFA U-20 월드컵: 2011